# Modesta Petrauskaitė
Modesta Petrauskaitė (* 9. Februar 1987 in Panevėžys) ist eine litauische linke Politikerin, seit November 2024 Mitglied des Seimas.

## Leben
Nach dem Abitur 2006 am Vytautas-Žemkalnis-Gymnasium Panevėžys absolvierte sie 2012 das Bachelorstudium  Business and Management an der Technischen Universität Kaunas in der litauischen zweitgrößten Stadt Kaunas und von 2012 bis 2014 das Masterstudium der Verwaltung an der Mykolo Riomerio universitetas in der litauischen Hauptstadt Vilnius. Von 2012 bis 2015 arbeitete sie als Gehilfe des Seimas-Mitglieds in der Seimas-Kanzlei und von 2021 bis 2024 Gehilfe von Juozas Olekas, des Europaparlament-Mitglieds. 2017 leitete sie als Direktorin die Anstalt VŠĮ „Mes Darom“.
Von 2014 bis 2024 war sie Mitglied im Rat der Rajongemeinde Panevėžys. In der Parlamentswahl in Litauen 2024 wurde sie in den 14. Seimas gewählt.
Seit 2010 ist sie Mitglied von LSDP; sie ist auch Vizepräsidentin von Lietuvos socialdemokratinio jaunimo sąjunga.
Modesta Petrauskaitė ist ledig.